# Législature 2012-2016 du Grand Conseil du canton de Fribourg
La législature 2012-2016 du Grand Conseil du canton de Fribourg débute en 2012 et s'achève en 2016.

## Résultats des élections

Répartition des sièges

Les dernières élections, datant du 13 novembre 2011, ont produit la répartition suivante des sièges (entre parenthèses la différence par rapport aux élections de 2006):
- Parti démocrate-chrétien PDC : 31 (-6)[Note 1],[1]
- Parti socialiste PS :29 (+4)
- Union démocratique du centre UDC : 21 (+3)
- Parti libéral-radical PLR : 17 (-2)
- Parti chrétien-social PCS : 4 (-)
- Les Verts : 3 (-)
- Parti vert-libéral PVL : 2 (+2)
- Parti bourgeois démocratique  PBD : 2 (+2)[Note 1],[1]
- Parti Indépendant - Solidarité - Ouverture : 1 (-)

Le Parti évangélique suisse (-1) et le Mouvement Ouverture (-2) disparaissent du Grand Conseil
Les élus du PDC et du PBD forment ensemble le groupe PDC-PBD. Les élus des Verts, du PCS et du PVL ainsi que l'élu Indépendant-Solidarité-Ouverture constituent le groupe Alliance Centre-Gauche (ACG).

## Présidents du Grand Conseil
- 2012 : Gabrielle Bourguet (PDC)
- 2013 : Pascal Kuenlin (PLR)
- 2014 : Katharina Thalmann-Bolz (UDC)
- 2015 : David Bonny (PS)
- 2016 : Benoît Rey (PCS)